# 7364 Отонкучера
7364 Отонкучера (7364 Otonkučera) — астероїд головного поясу, відкритий 22 травня 1996 року.
Тіссеранів параметр щодо Юпітера — 3,599.